# Hiisi
Hiisi, au pluriel hiidet, est un terme du folklore balto-finnois, désignant à l'origine des lieux sacrés puis plus tard différents types d'entités mythologiques.

## Personnages démoniaques

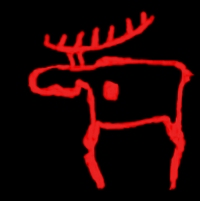
L'élan est une figure courante de nombreux pétroglyphes finnois, l'élan du chef Hiisi est une créature maléfique.

Dans le folklore finnois tardif — influencé par la chrétienté — ils sont apparentés à des entités démoniaques ou de type « décepteur ». On les associe souvent aux autochtones, aux habitants païens de la Terre, que l'on peut comparer à cet égard aux géants mythologiques. On les retrouve habituellement auprès de grands promontoires, de crevasses à l'ambiance sinistre, de gros rochers, de nids de poule, de bois, de collines ou auprès d'autres lieux aux caractéristiques exceptionnelles comme des terrains accidentés. En estonien, le terme hiis a toujours le sens principal de bosquet sacré.
Dans le Kalevala, le chef éponyme Hiisi est aidé par un certain nombre de petits hiidets. Dans les poèmes 13-14 du Kalevala, Lemminkäinen poursuit l'élan du chef Hiisi.
« Hiisi » est aussi l'un des douze fils de Kaleva, le grand Roi de Kainuu, dans le Kalevala. Ses fils ont ensuite été immortalisés en douze constellations du ciel.
De façon plus tardive, l'émerveillement instinctif devant la Nature — inhérent au monde des hiidet — a été atténué : les hiidet ont été perçus dans le folklore comme des esprits purement mauvais, assez analogues aux trolls. Selon cette dernière considération, les hiidets étaient souvent de petite taille, mais aussi parfois gigantesques.

## Habitudes
Les hiidet peuvent voyager au sein des cortèges religieux et s'attaquer aux gens qui ne cèdent pas à leur volonté. Si par malheur la porte d'un foyer reste ouverte, un hiisi peut s'y faufiller et y voler quelque bien. Toute personne poursuivie par un hiisi peut trouver refuge dans une zone cultivée. Ainsi dans le folklore finnois, ce sont les zones cultivées qui sont bénites, par opposition à la tradition païenne où les lieux sacrés sont plutôt faits de grandes structures naturelles aux caractéristiques impressionnantes et à la réputation interdite ; le hiisi malin ne peut que rarement pénétrer dans les zones cultivées par l'homme et bénies de lui-même.

## Culture populaire

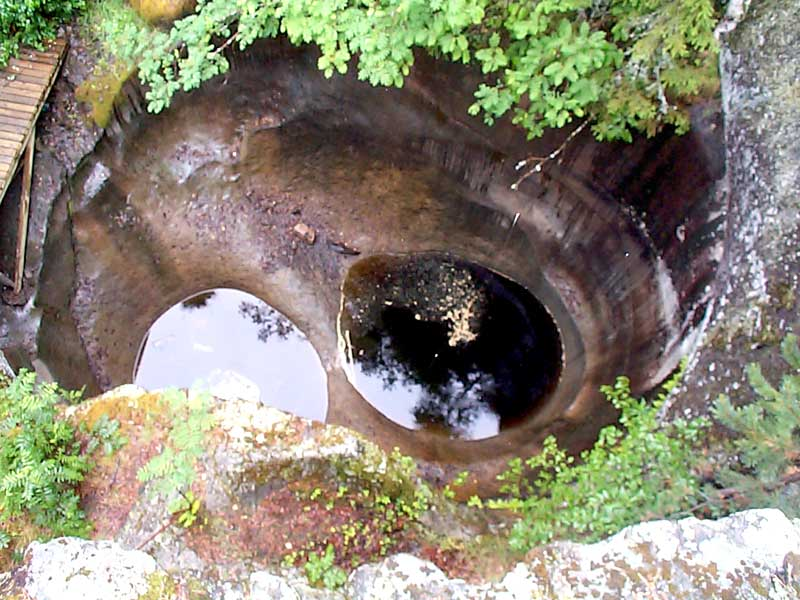
La marmite du diable, ici à Rovaniemi en Finlande, s'appelle un hiidenkirnu en finnois, soit littéralement, une baratte de Hiisi.

Les structures de pierres préhistoriques de type tumulus ou dolmen, et les gros rochers de type menhir auraient été érigés par des hiidets ou des géants. 
Le terme finlandais pour la tombe d'un cairn de l'âge du bronze, faite d'un amas rocheux, est hiidenkiuas, littéralement poêle à sauna de Hiisi. La marmite du diable s'appelle un hiidenkirnut soit littéralement, une baratte de Hiisi.
On traduit très souvent le terme anglais « goblin » par « hiisi » en finnois, en raison des nombreuses similitudes entre les deux types de lutins. Dans les traductions finlandaises des œuvres de J. R. R. Tolkien, où le mot « goblin » est synonyme d'« orc », hiisi est utilisé pour traduire « goblin », alors qu'« orc » est traduit par « örkki ».
En finnois moderne, hiisi et ses dérivés hitto et hittolainen sont des petits jurons.
Hiisi a donné son nom à l'un des satellites de la planète mineure transneptunienne (47171) Lempo.